# Cóporo
Cóporo är en ort i Mexiko.   Den ligger i kommunen San Diego de la Unión och delstaten Guanajuato, i den centrala delen av landet, 270 km nordväst om huvudstaden Mexico City. Cóporo ligger 1 967 meter över havet och antalet invånare är 312.
Terrängen runt Cóporo är en högslätt. Runt Cóporo är det ganska tätbefolkat, med 67 invånare per kvadratkilometer. Närmaste större samhälle är San Diego de la Unión, 17,3 km nordväst om Cóporo. Trakten runt Cóporo består till största delen av jordbruksmark.